# Bergeend
De bergeend (Tadorna tadorna) is een halfgans, een eendachtige watervogel die qua formaat tussen een gans en een eend in zit. De wetenschappelijke naam van de soort werd in 1758 als Anas tadorna gepubliceerd door Carl Linnaeus.
Een verklaring voor de naam "bergeend" is dat de eend haar eieren verbergt. De bergeend legt haar eieren in konijnenholen en andere holtes in de grond.

## Veldkenmerken
De bergeend heeft een rode snavel; bij mannetjes heeft die aan de bovenzijde een knobbel. De kop en de hals zijn donkergroen en de veren zijn wit met hier en daar een paar zwarte strepen. Een brede band over de borst is bruin. De poten zijn vleeskleurig. De bergeend is 55 tot 65 centimeter lang en 1 tot 1,5 kilogram zwaar. De spanwijdte van het mannetje bedraagt 115 centimeter, die van het vrouwtje 70 centimeter.

## Voedsel
De bergeend eet voornamelijk wadslakjes, schaaldieren en wormen, minder vaak insecten en waterplanten.

## Voortplanting
In een leegstaand konijnenhol wordt een nest van dons gemaakt. Daarin worden 8 tot 12 eieren gelegd. Het vrouwtje broedt deze in 28 dagen uit terwijl het mannetje op wacht staat. De kuikens kunnen binnen 8 weken vliegen.

## Verspreiding
De bergeend komt voor langs de kusten van westelijk Europa en sommige kusten van de Middellandse Zee (bijvoorbeeld Sardinië). Ook langs de Vlaamse kust is hij te vinden, onder andere in Het Zwin en in de achterhaven van Zeebrugge. Ook in het binnenland komt hij voor, zoals bij Burchtse Weel, Blokkersdijk en de Scheldeboorden. In Nederland is hij in Zeeland vaak te zien, maar ook langs het IJsselmeer en op de Waddeneilanden. Ook komen er enkelen voor in Zuid-Holland. Hij broedt er, maar is er ook doortrekker en wintergast. De bergeenden leven in de duinen maar ze zijn ook vaak in de zee te zien en sinds kort broeden enkele bergeenden in polders, waar ze broeden in kleine dijken.
Bergeenden verzamelen zich in juli en augustus in de Waddenzee om daar te ruien. In de jaren negentig van de twintigste eeuw was dat vooral in de Duitse Waddenzee bij de monding van de Elbe, maar sindsdien wordt het aantal Bergeenden dat van de Nederlandse Waddenzee gebruik maakt als ruigebied steeds groter. In de periode 2010-2016 was dit aantal gemiddeld 55.000 vogels en in de periode 2017-2021 is dit toegenomen tot gemiddeld 91.000 individuen. Omdat de afname in de Duitse Waddenzee kleiner is dan de toename in het Nederlandse deel lijkt dit te wijzen op een toename van de Europese populatie.

## Status
De grootte van de populatie is in 2015 geschat op 415-500 duizend volwassen vogels. Op de Rode lijst van de IUCN heeft deze soort de status niet bedreigd.

## Afbeeldingen

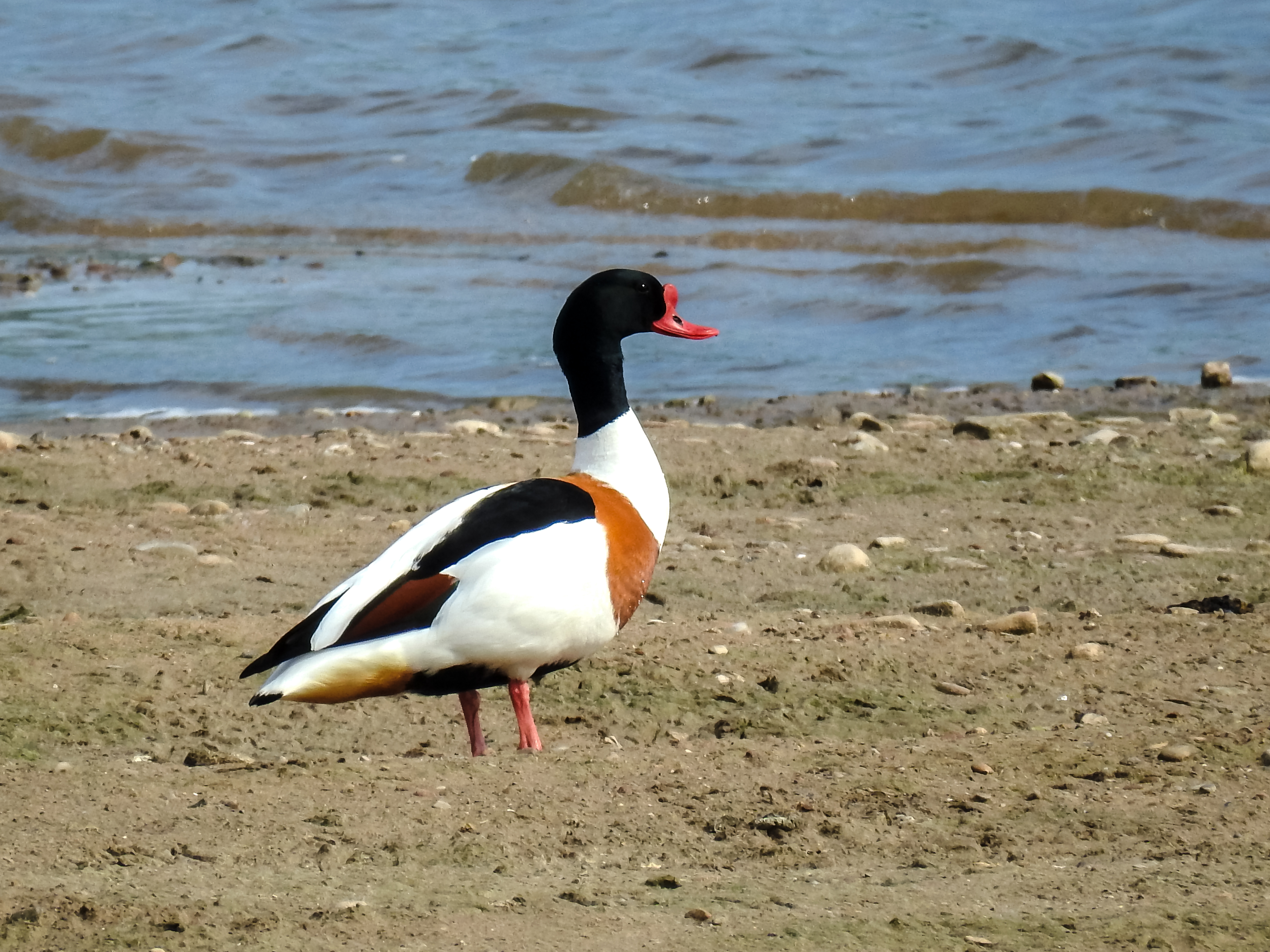
Mannetje in het Auenlandschaft Hohenrode
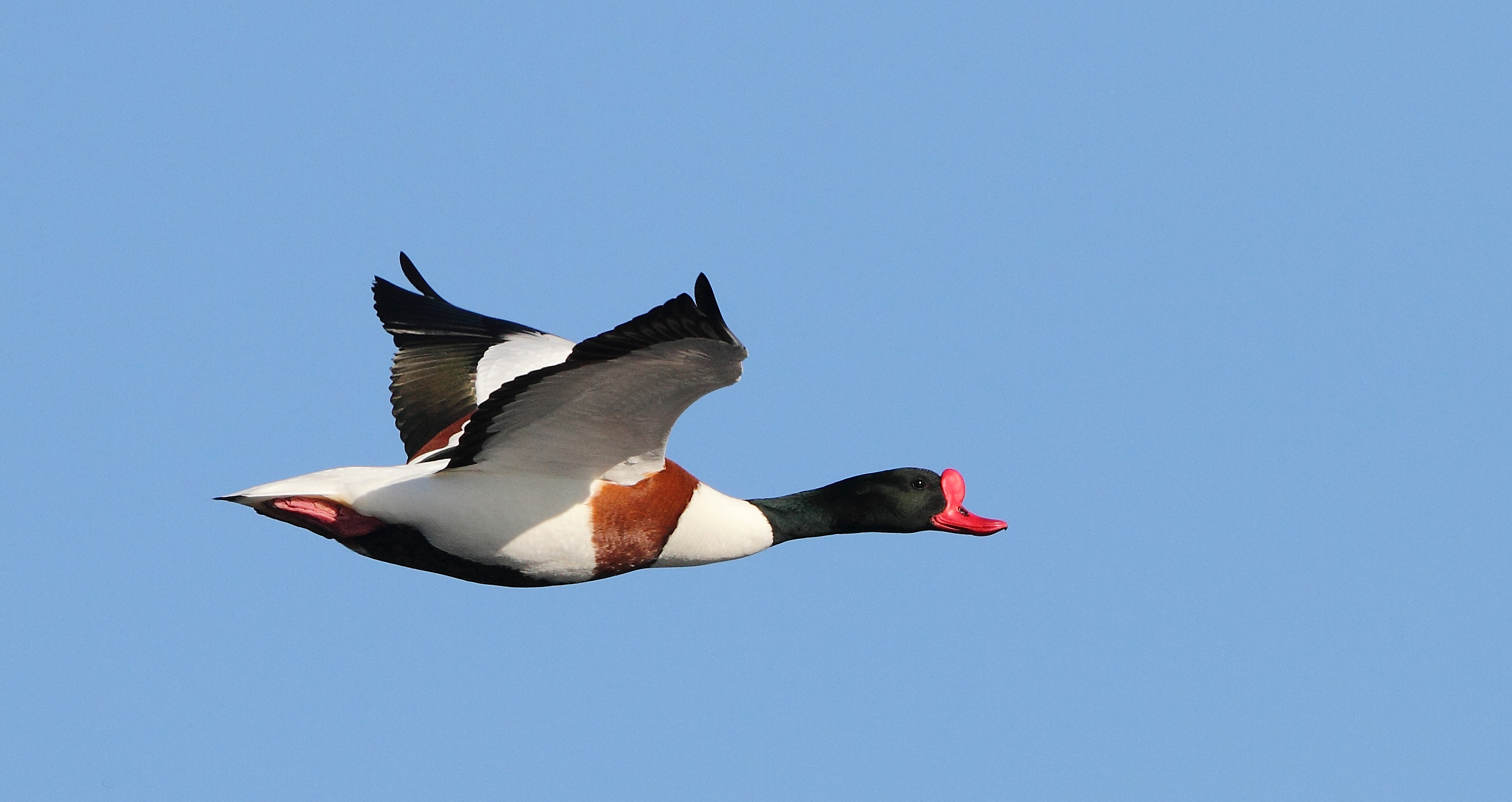
Vliegbeeld
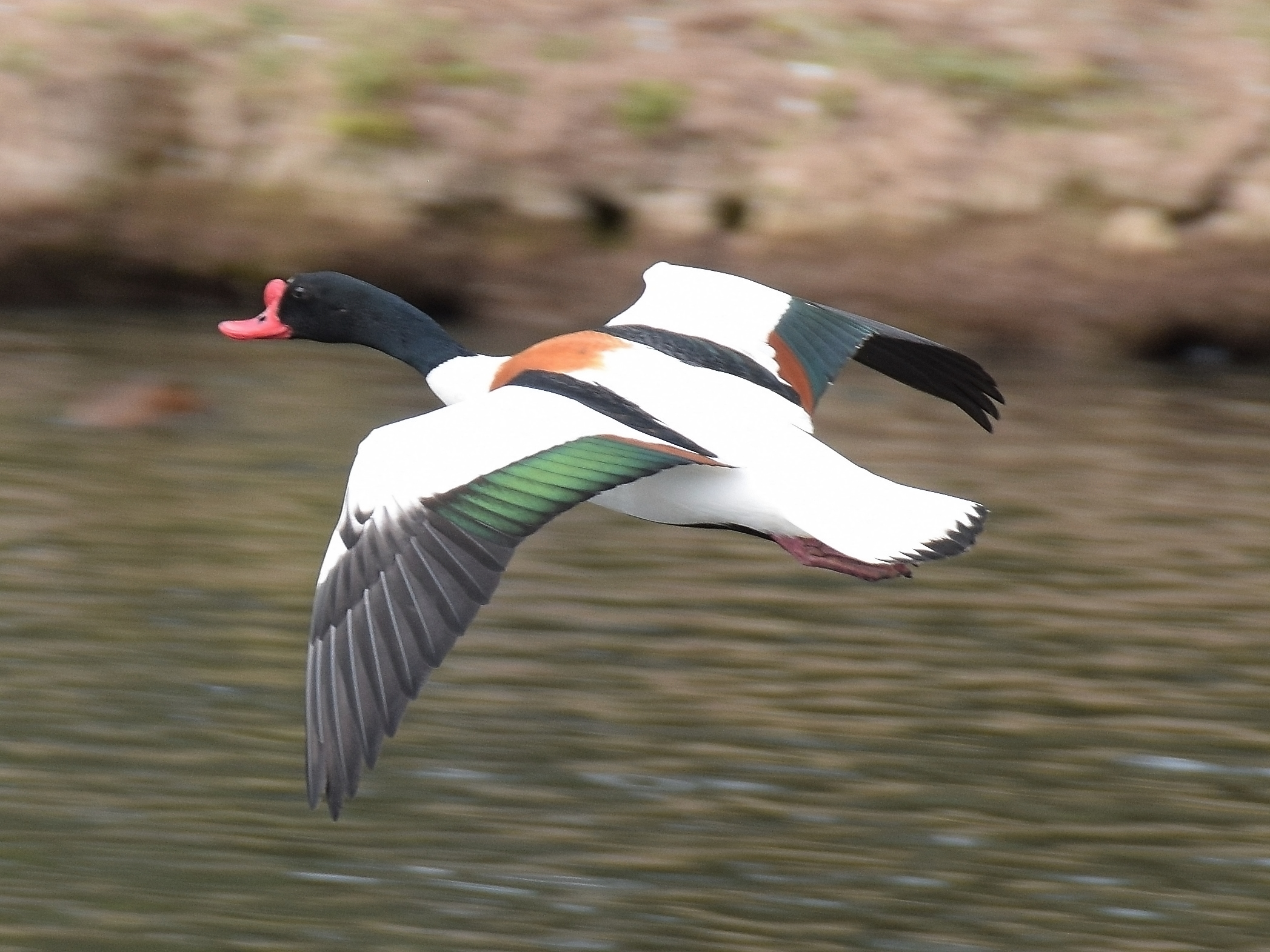
Vliegbeeld van boven
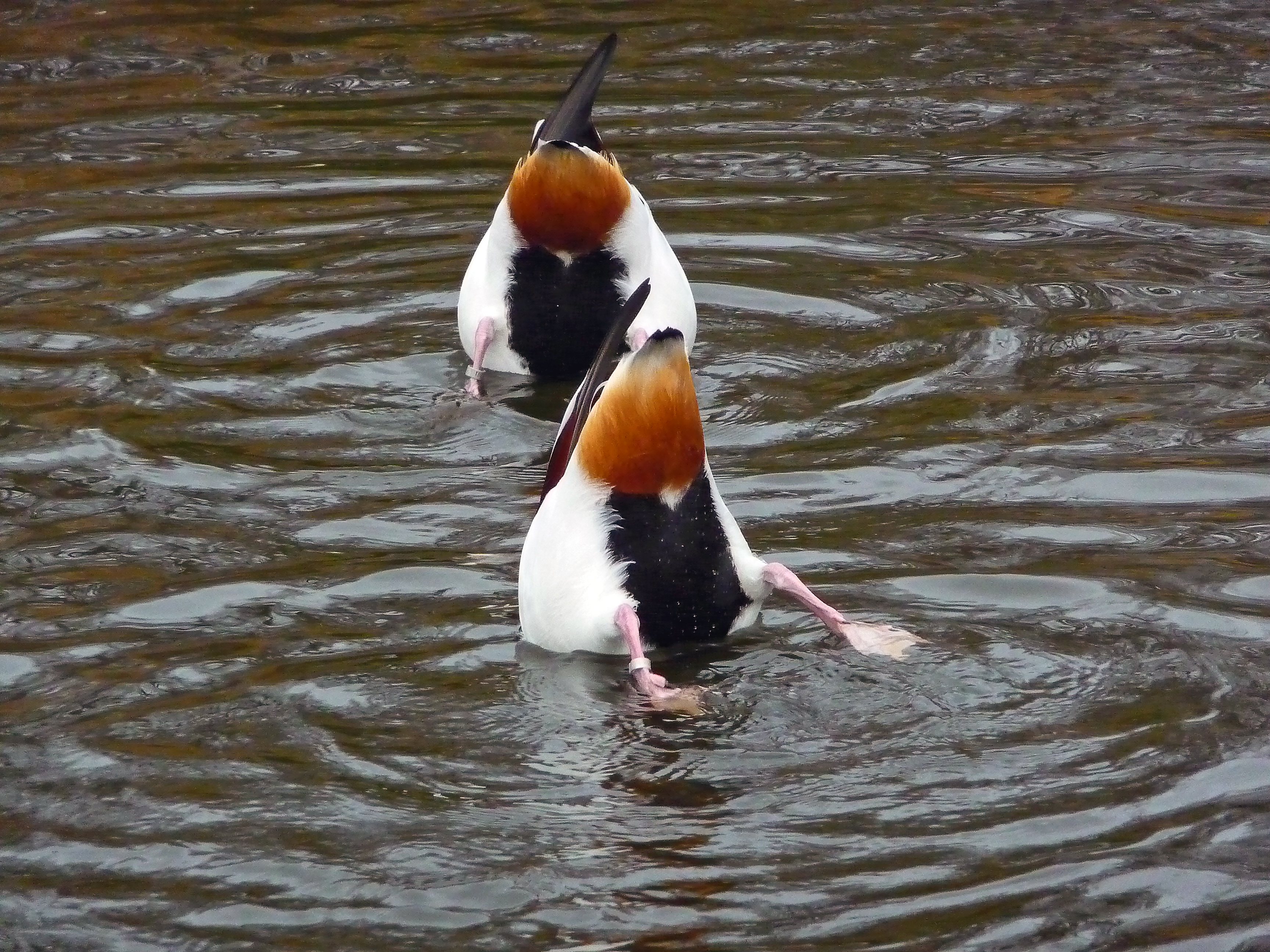
Grondelende bergeenden
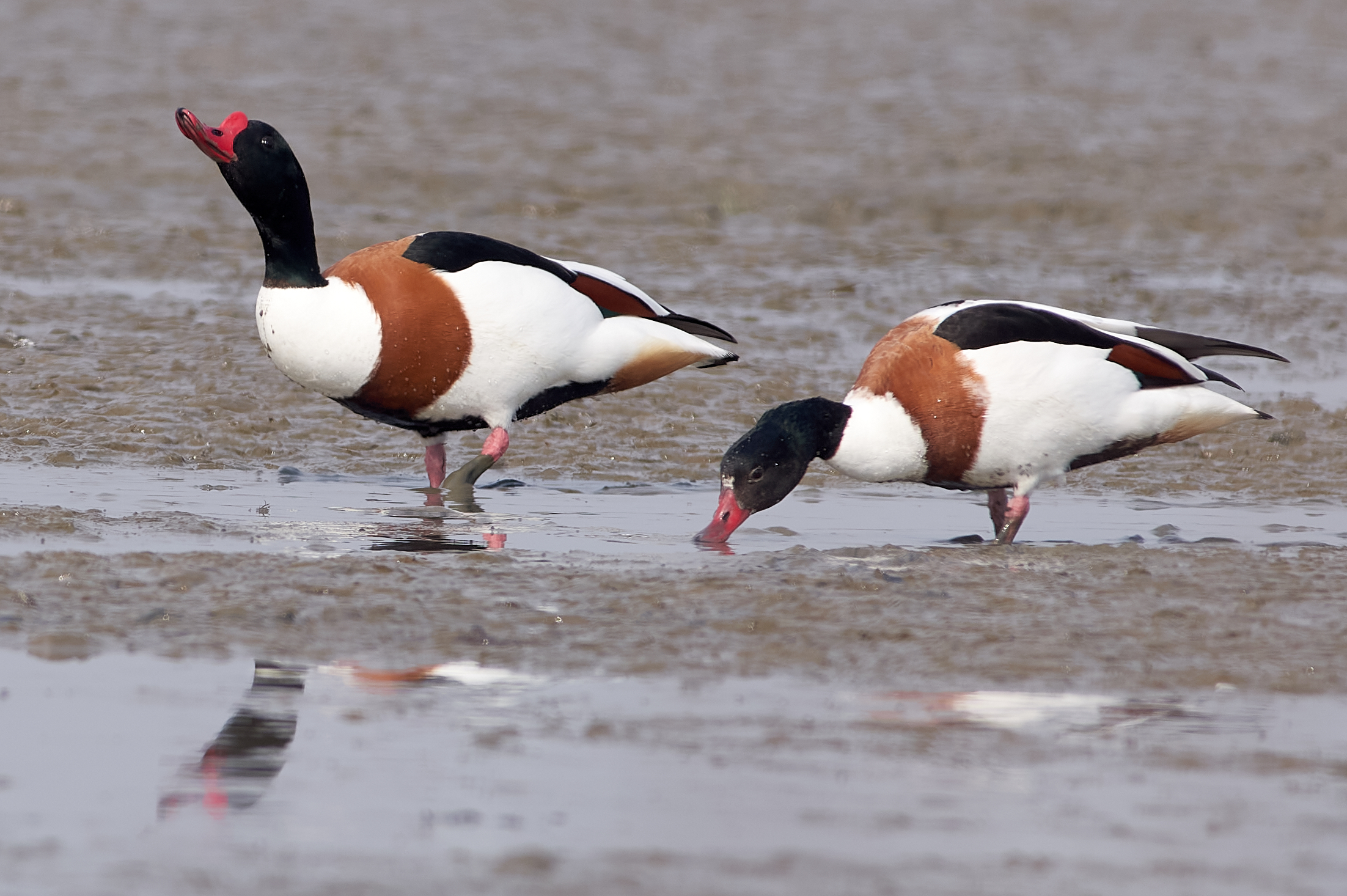
Mannetje en vrouwtje
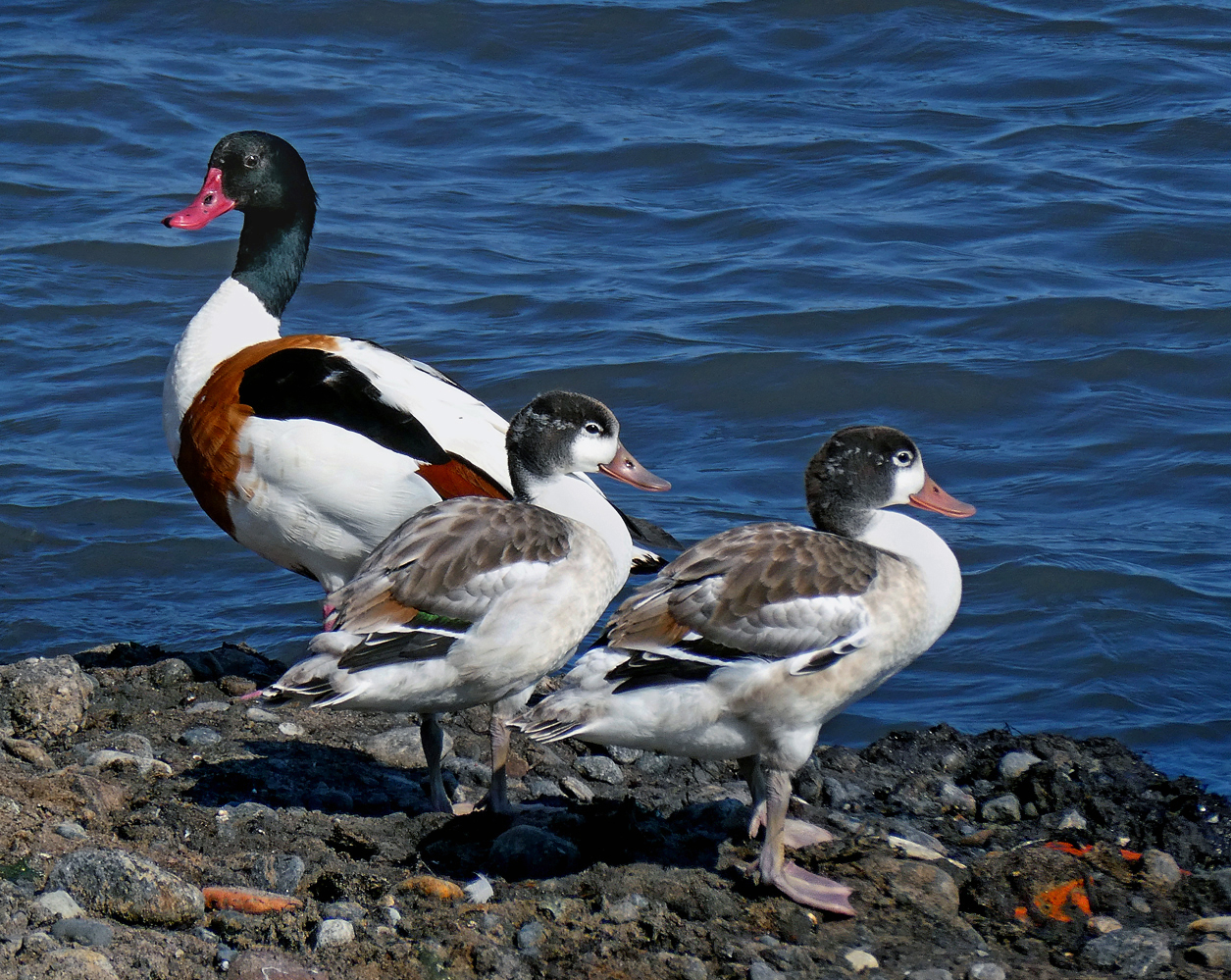
Vrouwtje met half volgroeide jongen

## Video's
- Foeragerende bergeend
- Baltsende bergeend
- Bergeend met jongen
- Jongen van de bergeend
- Bergeenden en eiders op Texel